# Calycomyza chilena
Calycomyza chilena är en tvåvingeart som beskrevs av Spencer 1982. Calycomyza chilena ingår i släktet Calycomyza och familjen minerarflugor. Inga underarter finns listade i Catalogue of Life.